# Пат Букайстър
Пат Букайстър (на английски: Patt Bucheister) е американска писателка на произведения в жанра любовен роман. Писала е и под псевдонима Пат Париш (на английски: Patt Parrish).

## Биография и творчество
Пат Флухарти Букайстър е родена през 1942 г. в Клиър Лейк, Айова, САЩ. След завършване на гимназията работи в Търговско-промишлена палата в Клиър Лейк като редактор на бюлетина „Brushstrokes“.
Омъжва се за Рей Букайстър, който служи във военноморските сили на САЩ в продължение на 24 години. Имат двама сина – Скот и Тод. Поради военната кариера на съпруга ѝ са се местили 19 пъти и са живели на различни места по света – в Калифорния, Хавай (3 години), Англия (4 години), и Вирджиния. След уволнението му от армията живеят 1 година в квартала „Лаго Патрия“ на Джуляно ин Кампания в Италия, след което се заселват във Флорида.
По време на преместванията им Пат Букайстър започва да рисува и да продава картините си. Освен това чете много и започва сама да пише. Завършва първия си ръкопис през 1978 г. в Англия. Първият ѝ любовен роман „Make the Angel Weep“ е публикуван през 1979 г. във Великобритания под псевдонима Пат Париш.
От 1986 г. публикува романите си под истинското си име.
Член е на Асоциацията на писателите на любовни романи на Америка и на различни местни организации.
Пат Букайстър живее със семейството си в Куджо Кий, Флорида.

## Произведения

### Като Пат Париш

#### Самостоятелни романи
- Make the Angel Weep (1979)
- Summer of Silence (1980)
- Feather in the Wind (1981)
- The Sheltered Haven (1981)
- His Fierce Angel (1982)
- A Gift to Cherish (1983)
- Amberley Affair (1983)
- Escape the Past (1985)
- Lifetime Affair (1985)

### Като Пат Букайстър

#### Самостоятелни романи
- Night and Day (1986)
- Неочаквано предложение, The Dragon Slayer (1987)
- Touch the Stars (1987)
- The Luck of the Irish (1988)
- Flynn's Fate (1988)
- Time Out (1988)
- Near the Edge (1989)
- Fire and Ice (1989)
- Elusive Gypsy (1989)
- Once Burned, Twice as Hot (1989)
- The Rogue (1990)
- Relentless (1990)
- Tropical Heat (1990)
- Tropical Storm (1991)
- Island Lover (1992)
- Mischief and Magic (1992)
- Tilt at Windmills (1992)
- Unpredictable (1994)
- Instant Family (1995)
- Wild in the Night (1995)

#### Серия „Семейство Найт“ (Knight Family)
1. Struck by Lightning (1992)
2. Stroke by Stroke (1993)
3. Tame a Wildcat (1993)
4. Strange Bedfellows (1994)

#### Участие в общи серии с други писатели

##### Серия „Скъпоценни истории“ (Treasured Tales)
- Hot Southern Nights (1995)

от серията има още 19 романа от различни автори